# شچپوویتسه
شچپوویتسه (به لهستانی:  Szczepowice) یک روستا در لهستان است که در گمینا کامینگتس واقع شده‌است. شچپوویتسه ۳۰۰ نفر جمعیت دارد.